# Nouvelle-Église
Nouvelle-Église és un municipi francès, situat al departament del Pas de Calais i a la regió dels Alts de França. L'any 1999 tenia 343 habitants.
Nouvelle-Église es troba al nord del departament del Pas de Calais. És a prop del departament del Nord i de les ciutats d'Audruicq i Oye-Plage.
Nouvelle-Église es troba al cantó d'Audruicq, que al seu torn forma part del districte de Saint-Omer.